# Lee söker kärleken
Lee söker kärleken, är en svensk realityserie som har premiär på SVT Play den 7 januari 2025. Första säsongen består av sex avsnitt.

## Handling
Serien kretsar kring Lee Christiernsson som inte dejtat sedan Facebook lanserades. När 50-årsdagen närmar sig vågar Lee satsa på kärleken igen och lägger ut en kontaktannons på sociala medier. För Lee som tidigare var känd som Snickar-Björn blir detta starten på en känslosam resa. Hur ska det gå för Lee i jakten på äkta kärlek?

## Medverkande (i urval)
- Lee Christiernsson